# Dryopteris oligodonta
Dryopteris oligodonta là một loài dương xỉ trong họ Dryopteridaceae. Loài này được Nicaise Auguste Desvaux mô tả khoa học đầu tiên năm 1811.

## Hình ảnh

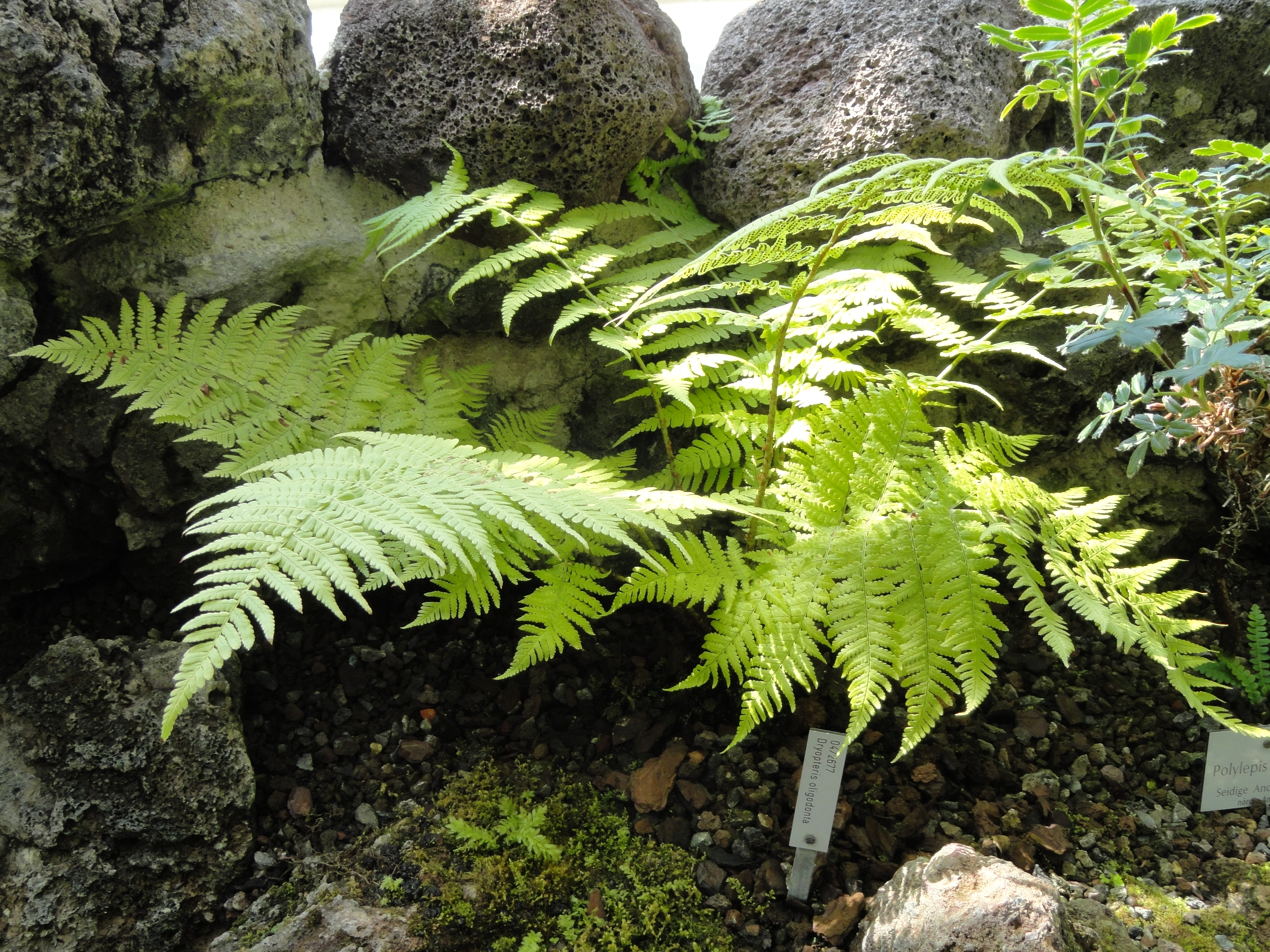
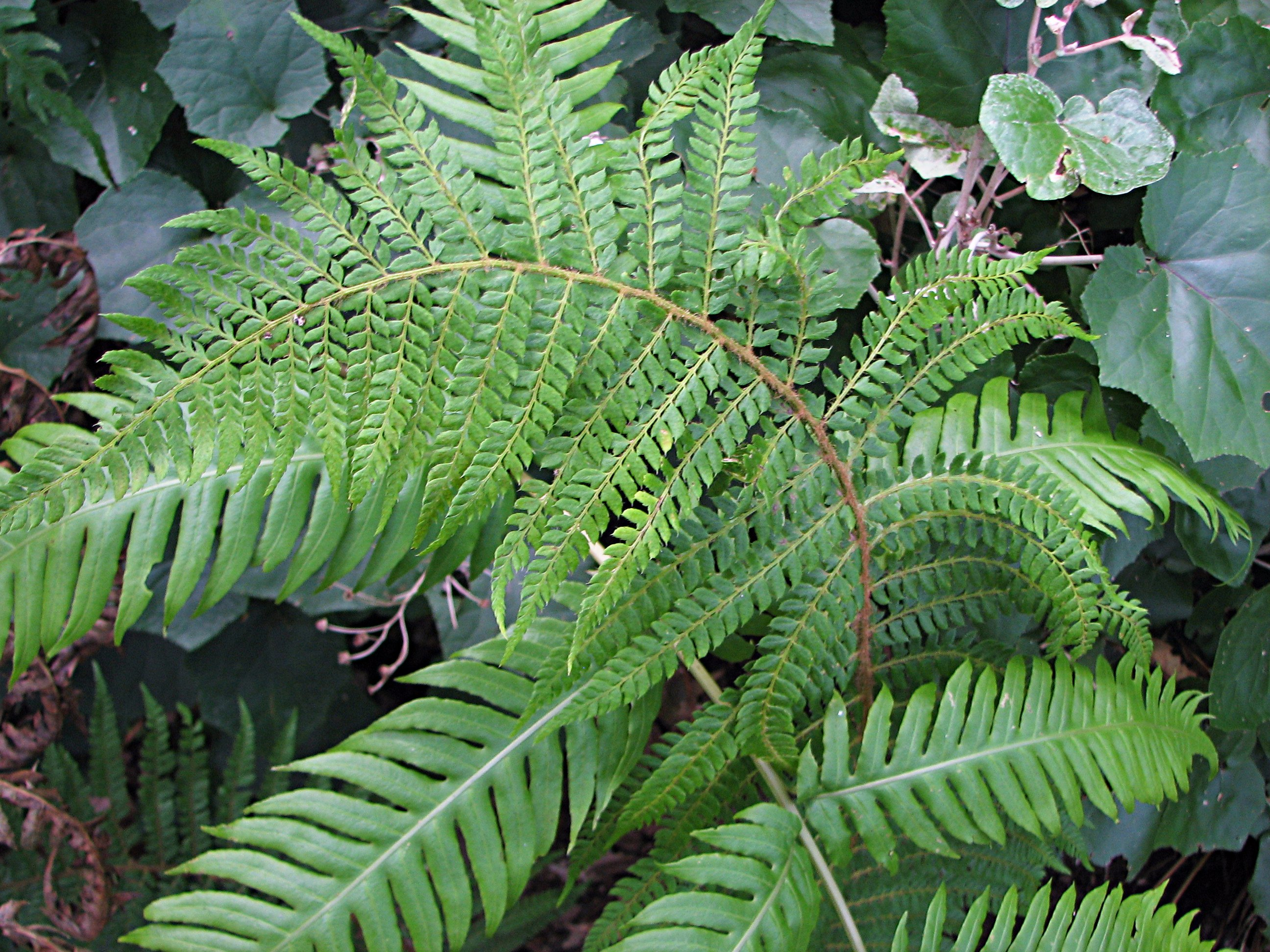